# Giuseppe Bonfigioli
Giuseppe Bonfigioli (* 9. November 1910 in San Carlo di Sant’Agostino; † 18. Oktober 1992 in Cagliari) war ein italienischer römisch-katholischer Geistlicher und Erzbischof von Syrakus, später von Cagliari.

## Leben
Nach Abschluss seiner Schulzeit trat Bonfigioli in ein Priesterseminar ein. Nach einem Theologiestudium empfing er am 4. Februar 1934 die Priesterweihe. Als Priester wirkte Bonfigioli lange Zeit in der Seelsorge und als Dozent an verschiedenen Seminaren.
Am 29. März 1961 berief ihn Papst Johannes XXIII. zum Bischof von Nicotera und Tropea; am 21. Mai desselben Jahres spendete ihm dort Bischof Giuseppe Stella die Bischofsweihe; Mitkonsekratoren waren Giovanni Battista Pardini, Bischof von Jesi, und Siro Silvestri, Bischof von Foligno. Bonfigioli nahm zwischen 1962 und 1965 als Konzilsvater am Zweiten Vatikanischen Konzil teil.
Am 9. November 1963 ernannte ihn Papst Paul VI. zum Koadjutorerzbischof des Erzbistums Syrakus und zum Titularerzbischof von Darnis; am 6. März 1968 wurde Bonfigioli Erzbischof von Syrakus.
Am 17. April 1973 wurde Bonfigioli zum Erzbischof von Cagliari ernannt. Papst Johannes Paul II. nahm am 11. Februar 1984 sein Rücktrittsgesuch an.